# Fund.1 Pierwszy NFI
Fund.1 Pierwszy Narodowy Fundusz Inwestycyjny SA – jeden z narodowych funduszy inwestycyjnych założony przez Skarb Państwa w 1994. Spółka akcyjna notowana na Giełdzie Papierów Wartościowych w Warszawie. 
14 kwietnia 2008 roku ogłoszono plan połączenia funduszu z V NFI Victoria i NFI Fortuna.

Na dzień 31.10.1996 w skład Portfela Większościowego Funduszu wchodziły następujące spółki:
1. Przedsiębiorstwo Produkcyjno-Usługowe ELZAM SA (Elbląg, ul. Grunwaldzka 2)
2. Huta "Ferrum" SA (Katowice)
3. Śląskie Zakłady Przemysłu Lniarskiego "Lentex" SA (Lubliniec)
4. Wielkopolskie Przedsiębiorstwo Przemysłu Ziemniaczanego SA (Luboń k/Poznania)
5. Zabrzańskie Zakłady Naprawcze Przemysłu Węglowego SA (Zabrze, ul. 3 Maja 89)
6. Zakłady Tworzyw Sztucznych Izo-Erg SA (Gliwice)
7. Zakłady Naprawcze Taboru Kolejowego w Łapach SA (Łapy)
8. Fabryka Wyrobów Runowych RUNOTEX SA (Kalisz)
9. Fabryka Aparatury Pomiarowej PAFAL SA (Świdnica)
10. Pabianickie Zakłady Tkanin Technicznych SA (Pabianice)
11. Opolskie Fabryki Mebli SA (Opole)
12. Przedsiębiorstwo Zbożowo-Młynarskie "PZZ" w Słupsku SA (Słupsk, ul. Młyńska 4)
13. Zakłady Przemysłu Dziewiarskiego SIGMATEX SA (Piotrków Trybunalski)
14. Dolnośląskie Wytwórnie Pasz "DOLPASZ" SA (Wrocław)
15. Szczecińskie Przedsiębiorstwo Przemysłu Ziemniaczanego "NOWAMYL" SA (Nowogard)
16. Mostostal Będzin SA (Będzin)
17. Zakłady Naprawcze Lokomotyw Elektrycznych SA (Gliwice, ul. Chorzowska 58)
18. Przedsiębiorstwo Budownictwa Przemysłowego MONTOMET SA (Piekary Śląskie)
19. Przedsiębiorstwo Elektromontażowe Przemysłu Węglowego ELKOP SA (Chorzów, ul. Maronia 44)
20. Zamojskie Fabryki Mebli SA (Zamość)
21. Przedsiębiorstwo Aparatury Spawalniczej ASPA SA (Wrocław)
22. Zakłady Chemiczne LUBOŃ SA (Luboń k/Poznania)
23. Zakłady Przemysłu Pasmanteryjnego "PASMANTA" SA (Białystok)
24. Przedsiębiorstwo Instalacji Sanitarnych "BEPIS" SA (Bielsko Biała)
25. Zakłady Urządzeń Okrętowych BOMET SA (Barlinek)
26. Przedsiębiorstwo Remontowo-Budowlane SA (Rybnik, ul. Zebrzydowicka 117)
27. Izolacja Jarocin SA (Jarocin)
28. Przedsiębiorstwo Instalacji Przemysłowych "INSTAL" w Białymstoku SA (Białystok, ul. Orzeszkowej 32)
29. PHU "DOMAR" SA (Olsztyn, ul. Dworcowa 7)
30. Tomaszowskie Przedsiębiorstwo Budowlane TOMBUD SA (Tomaszów Lubelski)
31. Przedsiębiorstwo Handlowo-Usługowe "ARPiS" SA (Lublin, ul. Łęczyńska 53)
32. "ORTAL" SA (Łódź, ul. Hipoteczna 7/9)
33. Zakłady Budowy Maszyn i Górnictwa "CZĘSTOCHOWA" SA (Kłobuck, ul. Górnicza 1)
34. Myszkowskie Zakłady Metalurgiczne "MYSTAL" SA (Myszków)
35. Zakłady Konfekcji Technicznej "POLNAM" SA (Częstochowa, ul Wały Dwernickiego 121)